# Kaffa (Etiopien)
Kaffa var en provins i Etiopien som sedan 1995 ingår i de nya regionerna Oromia och Ye Debub Biheroch Bihereseboch na Hizboch. Provinsen, som bildades efter slutet på den italienska ockupationen 1942, fick sitt namn efter kungadömet Kaffa. Kaffa gränsade mot Sudan i väster. Provinshuvudstad var Jimma.
Kaffa bestod av både kungadömet Kaffa, som erövrades av Etiopien 1897, och av kungadömet Jimma, som hade erövrats 1932.
I september 2021 håller Kaffafolket en folkomröstning för att skapa en ny region, Etiopiens 11:e, som kallas sydväst och består av Kaffa och fem andra närliggande administrativa områden.